# روبرت بيرس فوربس
روبرت بيرس فوربس (بالإنجليزية: Robert Pierce Forbes)‏ هو مؤرخ أمريكي، ولد في 27 أبريل 1958.